# Alexander Eisvogel
Alexander Eisvogel (* 23. Juli 1965 in Mechernich) ist ein deutscher Jurist. Seit 2023 ist er Präsident des Beschaffungsamts des Bundesinnenministeriums. Zuvor war er von 2013 bis 2022 Präsident der Bundesakademie für öffentliche Verwaltung.

## Leben
Nach Abitur und Grundwehrdienst nahm er das Studium der Rechtswissenschaften an der Rheinischen Friedrich-Wilhelms-Universität in Bonn auf, welches er 1989 mit dem ersten juristischen Staatsexamen beendete. Sein zweites juristisches Staatsexamen legte er 1994 nach einem Rechtsreferendariat am Oberlandesgericht Köln ab. Im gleichen Jahr wurde er mit einer Arbeit zum Thema „Die Auswirkungen der neuen Bundesverfassungsgerichtsrechtsprechung zum Prüfungsrecht auf die gerichtliche Kontrolle von Prüfungsentscheidungen und die künftige Ausgestaltung von Prüfungsverfahren unter besonderer Berücksichtigung von juristischen Staatsprüfungen“ promoviert.
Vom Februar 1994 bis Ende Oktober 2006 arbeitete er beim Bundesamt für Verfassungsschutz, unter anderem in den Bereichen Spionageabwehr und im Stabsbereich. 2004 wurde er Leiter der damals neu gegründeten Abteilung Islamismus und islamistischer Terrorismus.
Zum 1. November 2006 wurde er als Nachfolger des in den Ruhestand verabschiedeten Lutz Irrgang Direktor des Landesamtes für Verfassungsschutz Hessen mit Sitz in Wiesbaden (bis Frühjahr 2010). Der damalige Innenminister von Hessen, Volker Bouffier sagte in seiner Amtseinführung über Eisvogel: „Die festzustellende aggressive Agitation und Indoktrination von Islamisten in ganz Deutschland und leider auch in Hessen ist und bleibt eine große Herausforderung für den Verfassungsschutz. Ich bin deshalb überzeugt, mit dem Terrorexperten Dr. Eisvogel eine ausgezeichnete Wahl getroffen zu haben.“ Eine wichtige Aufgabe des neuen Direktors sei es auch, die Voraussetzung für eine hessische Anti-Terror-Datei zu schaffen. Sein gezielter Aufbau einer Arbeitsgruppe gegen Islamistischen Terror in Hessen wurde in der Folgezeit auch als „Abwerbeaktion“ kritisiert.
Am 1. Mai 2010 wurde Eisvogel Vizepräsident des Bundesamtes für Verfassungsschutz und leitete zuletzt das Projekt Reform des Verfassungsschutzes.
Im Zuge der Debatte um die Verlängerung der sogenannten Anti-Terror-Gesetze im Deutschen Bundestag im Oktober 2011 bezeichnete Eisvogel als geladener Sachverständiger den Gesetzentwurf „in seiner Gesamtheit als sehr gelungen“. Befugnisse, die sich bei der Abwehr terroristischer Gefahren als „unabdingbar“ erwiesen hätten, blieben seinem Amt erhalten.
Am 1. August 2013 wurde Alexander Eisvogel Präsident der Bundesakademie für öffentliche Verwaltung. Nachfolger als Vizepräsident des Bundesamtes für Verfassungsschutz wurde Thomas Haldenwang. Ab 1. Januar 2023 wurde er durch Arne Schönbohm ersetzt. Am 1. Januar 2023 übernahm Eisvogel die Leitung des Beschaffungsamts des Bundesinnenministeriums.

## Schriften
- Die Auswirkungen der neuen Bundesverfassungsgerichtsrechtsprechung zum Prüfungsrecht auf die gerichtliche Kontrolle von Prüfungsentscheidungen und die künftige Ausgestaltung von Prüfungsverfahren unter besonderer Berücksichtigung juristischer Staatsprüfungen. Dissertation, Bonn, 1994.
- Terroristische Bedrohungspotentiale und die Schwierigkeiten, ihnen wirksam zu begegnen. In: Dieter Simon (Hrsg.): Terrorismus und Rechtsstaatlichkeit: Analysen, Handlungsoptionen, Perspektiven. Akademie-Verlag, Berlin 2007. ISBN 978-3-05-004306-7.